# وزارة حسني مبارك
وزارة الرئيس محمد حسني مبارك هي الوزارة الرابعة بعد المائة في تاريخ مصر وتشكلت في 14 أكتوبر 1981. في أعقاب وفاة الرئيس محمد أنور السادات مارست الوزارة السابقة مسئوليتها إلى أن تم انتخاب الرئيس محمد حسني مبارك رئيساً للجمهورية، وعقب انتخابه أصدر قراراً بتشكيل الوزارة على النحو الذي كانت عليه من قبل باستثناء أن عين أحمد فؤاد محيي الدين (نائب رئيس الوزراء) نائباً أول لرئيس الوزراء. وأدت تلك الوزارة بكامل هيئتها اليمين الدستورية أمام الرئيس المؤقت صوفي أبو طالب، ثم عادت لتؤديه مرة أخرى بعد انتخاب الرئيس محمد حسني مبارك رئيساً للجمهورية، وذلك على أن ينوب النائب الأول لرئيس الوزراء أحمد فؤاد محيي الدين عن الرئيس في رئاسة اجتماعات مجلس الوزراء في حالة غيابه ويتولى تقديم برنامج الوزارة لمجلس الشعب.:117:119

## أعضاء الحكومة
| الوزارة | الوزير                    |
| --- | ------------------------- |
| رئيس مجلس الوزراء | محمد حسني مبارك           |
| نائب أول لرئيس مجلس الوزراء (ينوب عن رئيس مجلس الوزراء في اجتماعات المجلس ويتولى تقديم برنامج الحكومة إلى مجلس الشعب) | أحمد فؤاد محيي الدين      |
| نائب رئيس مجلس الوزراء لشئون مجلسي الشعب والشورى                                                                      | فكري مكرم عبيد            |
| نائب رئيس مجلس الوزراء ووزير الخارجية                                                                                 | كمال حسن علي              |
| نائب رئيس مجلس الوزراء للإنتاج ووزير البترول                                                                          | أحمد عز الدين هلال        |
| نائب رئيس مجلس الوزراء للخدمات ووزير الداخلية                                                                         | محمد نبوي إسماعيل         |
| نائب رئيس مجلس الوزراء للشئون الاقتصادية والمالية ووزير التخطيط والمالية والاقتصاد                                    | عبد الرزاق عبد المجيد     |
| الدفاع والإنتاج الحربي                                                                                                | محمد عبد الحليم أبو غزالة |
| التأمينات الاجتماعية والدولة للشئون الاجتماعية                                                                        | آمال عثمان                |
| التعمير والإسكان واستصلاح الأراضي                                                                                     | حسب الله الكفراوي         |
| النقل والمواصلات والنقل البحري                                                                                        | سليمان متولي سليمان       |
| الري والدولة لشئون السودان                                                                                            | محمد عبد الهادي سماحة     |
| السياحة والطيران | علي جمال الناظر           |
| الصناعة والثروة المعدنية                                                                                              | محمد طه زكي               |
| الكهرباء | محمد ماهر أباظة           |
| التموين والتجارة الداخلية                                                                                             | أحمد نوح                  |
| العدل | أحمد سمير سامي            |
| الدولة للإنتاج الحربي                                                                                                 | جمال السيد إبراهيم        |
| الدولة للتعليم والبحث العلمي                                                                                          | مصطفى كمال حلمي           |
| الدولة للشئون الخارجية                                                                                                | بطرس بطرس غالي            |
| الدولة للقوى العاملة والتدريب                                                                                         | سعد محمد أحمد             |
| الدولة للزراعة والأمن الغذائي                                                                                         | محمود محمد داوود          |
| الدولة لشئون مجلسي الشعب والشورى                                                                                      | عبد الآخر عمر عبد الآخر   |
| الدولة للصحة | ممدوح كمال جبر            |
| الدولة للأوقاف | زكريا البري               |
| الدولة للمالية | فؤاد كمال حسين            |
| الدولة للاقتصاد | سليمان نور الدين          |
| الدولة للتنمية الشعبية                                                                                                | سعد الشربيني              |
| الدولة للثقافة | محمد عبد الحميد رضوان     |
| الدولة لشئون مجلسي الشعب والشورى                                                                                      | محمد رشوان محمود          |
| الدولة لشئون مجلسي الشعب والشورى                                                                                      | مختار حسن هاني            |
| الدولة | ألبرت برسوم سلامة         |

## تعديلات
- أعقب التشكيل الوزاري قرار بأن يكون أحمد فؤاد محيي الدين (النائب الأول لرئيس مجلس الوزراء) هو الوزير المختص بالحكم المحلي وشئون الإعلام.
- صدر قرار بأن يكون ألبرت برسوم سلامة وزير دولة لشئون تنظيم الهجرة والعلاقات العامة للمصريين بالخارج.
- صدر قرار بأن يكون أحمد فؤاد محيي الدين الوزير المختص فيما يتعلق بجميع وحدات رئاسة مجلس الوزراء وأن يتولى الاختصاصات المقررة في القوانين واللوائح لكل من وزير شئون الأزهر، والوزير المختص بالحكم المحلي، والوزير المختص بشئون الإعلام.